# L'Or et le Papier
L'Or et le Papier puis L'Or et le Papier II, est un téléroman québécois en coproduction avec la France en 39 épisodes de 50 minutes, produit par Aimée Danis, écrit par Guy Fournier et Wayne Grigsby. La première saison de 26 épisodes a été diffusée du 18 octobre 1989 au 10 avril 1990 et la deuxième saison de treize épisodes, du 9 septembre 1992 au 1er décembre 1992 à la Télévision de Radio-Canada.
En France, la série a été diffusée à partir du 10 septembre 1990 sur France Régions 3.

## Synopsis
Le téléroman met en vedette une famille, les Laflamme, dont le père, ambitieux et riche, néglige les siens au profit de son entreprise : Les Papiers La Source. L'entreprise effectue une percée fulgurante en France.

## Fiche technique
- Scénarisation des deux saisons : Guy Fournier et Wayne Grigsby
- Scénarisation saison 1 : Claire Chamarat, Suzanne Aubry et Jean Chatenet
- Scénarisation saison 2 : Michelle Allen
- Réalisation saison 1 : Jean Beaudin et Nino Monti
- Réalisation saison 2 : Pierre Pearson et François Côté
- Société de production : Productions du Verseau, Eural Film Productions, Hamster Productions (saison 1) et FR3 (saison 1)

## Distribution
- Raymond Bouchard : Raymond Laflamme
- Marina Orsini (saison 1) puis Mireille Deyglun (saison 2) : Sophie Laflamme
- Marc-André Coallier : Stéphane Laflamme
- Fanny Lauzier : Isabelle Laflamme
- Marie-Renée Patry : Angèle Létourneau
- Yvan Ponton : André Roberge
- Catherine Leprince : Delphine Chardigny
- Paul Guers : Robert Bouchot

### Première saison seulement
- Louise Turcot : Mireille Laflamme
- Marie Tifo : Dominique Lefort
- Mimi D'Estée : Laurence Rochemont
- Lionel Villeneuve : Rosario Laflamme
- Annette Garant : Suzanne Lavallée
- Aurélie Gilbert : Martine Collin
- Maurice Barrier : Jean-Marie Bouvier
- Jean-François Garreaud : Vincent Chardigny
- Régis Bouquet : Pierre Rogottaz
- Marcel Sabourin : Paul Leclerc
- Cédric Noël : Renaud
- Nathalie Roussel : Jeanne Bouvier-Chardigny
- Yvan Canuel : Wilfrid Johnson
- Isabelle de Botton : Babette
- Denis Lacroix : Chef O'Ransett
- Lois Arkwright : Evelyn Thompson
- Aimée Castle : Maureen Thompson
- Vincent Gauthier : Philippe Pothier
- Pierre Londiche : Alain Foucher
- Vlasta Vrana : Donald Thompson
- François Dupuy : Banquier Bélanger
- Jean-René Ouellet : François
- Lisette Guertin : Marianne Lambert
- Sophie Faucher : Albiera Gattinara

### Deuxième saison seulement
- Anne Dorval : Zoé Laflamme
- Domini Blythe : Pamela Cook
- Frank Schorpion : Bob O'Connell
- Louise Deschâtelets : Michèle
- James Bradford : Jock Ferguson
- Yvon Bilodeau : Lorenzo Sabatini

## Récompenses
- Prix Gémeaux de la meilleure réalisation série dramatique : Jean Beaudin (1990)
- Prix Gémeaux du meilleur premier rôle féminin dramatique : Marina Orsini (1990)
- Prix Gémeaux du meilleur premier rôle masculin dramatique : Raymond Bouchard (1990)